# Corrida de São Silvestre de 1933
A Corrida de São Silvestre de 1933 foi a 9ª edição da prova de rua, realizada no dia 31 de dezembro de 1933, no centro da cidade de São Paulo, a largada aconteceu as 23h45m, a prova foi de organização da Cásper Líbero.
O vencedor foi Nestor Gomes, do Club Athletico Paulistano com o tempo de 25m50s, foi o primeiro bicampeão consecutivo faturando 1932 e 1933.

## Percurso
Da Avenida Paulista, esquina da Av. Angélica – Monumento do Olavo Bilac até o Clube de Regatas Tietê, com 8.800 metros.
- Participantes:  2.203 atletas
- Chegada : 455 atletas atravessaram a linha de chegada até os 10 minutos após a passagem do campeão.[3]

## Resultados

#### Masculino
- 1º Nestor Gomes (Brasil) - 25m50s